# Jaume Fort
Jaume Fort, španski rokometaš, * 25. julij 1966.
Leta 1988 je na poletnih olimpijskih igrah v Seulu v sestavi španske rokometne reprezentance osvojil 9. mesto.
Udeležil se je še: iger leta 1992 (5. mesto) in leta 1996 (bronasta medalja).